# Pisulj
Pisulj je majhen nenaseljen otoček v Jadranskem morju. Pripada Hrvaški.
V državnem programu za zaščito in uporabo majhnih, občasno naseljenih in nenaseljenih otokov ter okoliškega morja Ministrstva za regionalni razvoj in sklade Evropske unije je uvrščen med otoke z manjšo nadmorsko reliefno površino (kamnine različnih oblik in velikosti). Površina je 5.703 m2. Pripada mestu Rovinj. Nahaja se med Gustinjo, zalivom Palud in zalivom Sv. Pavla in ornitološki rezervat Paluda. Na Pisulju je arheološko najdišče iz bakrene dobe. Eneolitske komponente se pojavljajo skupaj z najdbami v neolitiku in zgodnji bronasti dobi (3500–1800 pr. n. št.)